# Romain Lagarde
Romain Lagarde (Lorient, 5 de março de 1997) é um handebolista profissional francês, campeão olímpico.

## Carreira
Lagarde conquistou a medalha de ouro com a Seleção Francesa de Handebol Masculino nos Jogos Olímpicos de Verão de 2020 em Tóquio, após derrotar a equipe dinamarquesa na final da competição por 25–23.